# Nicolae de Grigorcea
Nicolae cavaler de Grigorcea (în germană Nikolaus Ritter von Grigorcia; n. 14 iulie 1839, Carapciu pe Ceremuș, Bezirk Waschkoutz am Czeremosch, Regatul Galiției și Lodomeriei, Imperiul Austriac – d. ianuarie 1889, Viena, Austro-Ungaria) a fost un politician român din Austro-Ungaria, membru al Consiliului Imperial. 

## Biografie
S-a născut în 1839 în Carapciu pe Ceremuș, în Bucovina de Nord (azi în Ucraina). Familia Grigorcea se trăgea din boierii moldoveni, fiind integrată în nobilimea austriacă.
A absolvit Gimnaziul din Cernăuți, apoi a studiat dreptul la Universitatea din Viena. În 1866 a obținut doctoratul în drept în cadrul aceleiași universități. 
În anul 1876 a fost ales deputat în Dieta Bucovinei, iar în 1882 a fost ales membru al Consiliului Imperial. A exercitat aceste funcții până la moartea sa subită din 1889, la vârsta de 49 de ani.